# Паскуаль Мадос
Паскуаль Мадос Ібаньєс (ісп. Pascual Madoz Ibáñez; 17 травня 1806—11 грудня 1870) — іспанський письменник, журналіст і політик, губернатор Мадрида, виконував обов'язки голови уряду Іспанії під час Славної революції.

## Примітки

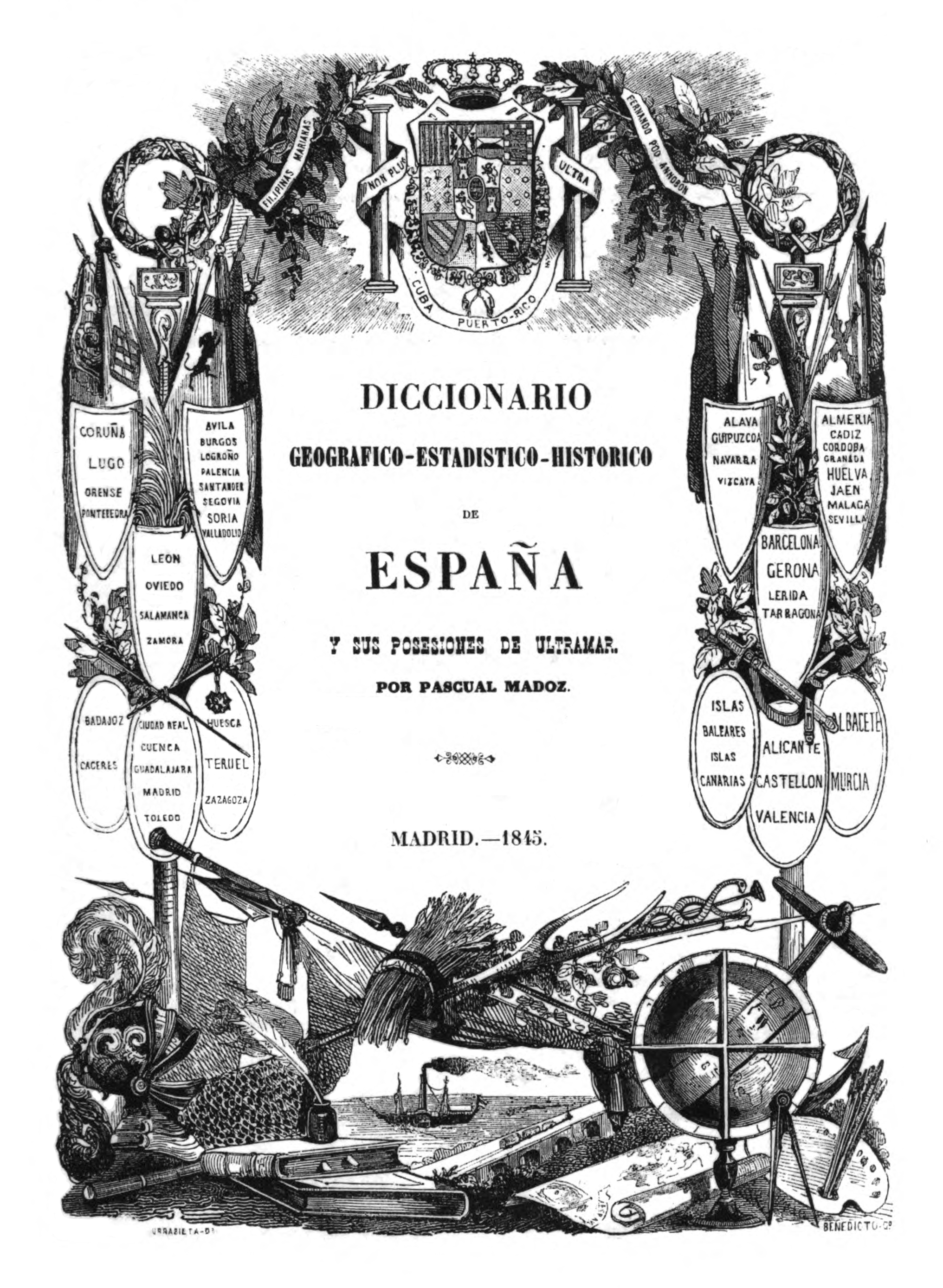
Diccionario geográfico-estadístico-histórico de España y sus posesiones de Ultramar (Madrid, 1845).